# Blek trumpetklematis
Blek trumpetklematis (Clematis stans) är en art i familjen ranunkelväxter från Japan.